# Утворення жолобів на стінках свердловин
Утворення жолобів на стінках свердловин — жолоби у свердловині утворюються у місцях зміни кривизни стовбура (зенітного кута і азимута) унаслідок тривалих спуско-підіймальних операцій та тривалого буріння роторним способом. Бу-рильні замки поступово прорізають стінку свердловини із утворенням жолоба. Жолобом називається повздовжня виробка у стінці свердловини з діаметром, меншим ніж 1,3 від діаметра замка бурильної труби.
Для зменшення жолобних виробок необхідно проводити буріння вибійними двигунами, використовувати високоефективні долота для зменшення кількості спуско-підіймальних операцій.
Найчастіше заклинювання інструмента відбуваються при протягуванні через жолоб елемента бурильної колони з більшим діаметром. Найбільша небезпека заклинювання, якщо діаметр елемента бурильної колони більший за діаметр замка у 1,01 — 1,35 рази. Найнебезпечніші жолоби у місцях переходу із твердої породи у м᾽яку і навпаки.
Для запобігання прихопленням у жолобах необхідно уникати зміни конфігурації компоновки бурильної колони. При підніманні бурильної колони необхідно не допускати затяжок і заклинювань. До складу компоновки бурильної колони над ОБТ необхідно встановлювати вивідні центратори та ударні механізми (яси) для відбивання інструменту у разі його заклинювання.
Жолоби ліквідовують шляхом проробки та їх розширення за допомогою розширювачів, які встановлюють над долотом на відстані 300—400 м, ексцентричними розширювачами, підривом шнурових торпед. При підриві торпед є небезпека втрати стовбура.
При підйомі бурильної колони в інтервалах жолобів її необхідно провертати.